# Јордакешти (Долж)
Јордакешти (рум. Iordăchești) насеље је у Румунији у округу Долж у општини Арђетоаја. Oпштина се налази на надморској висини од 166 m.

## Становништво
Према подацима из 2002. године у насељу је живело 94 становника, од којих су сви румунске националности.